# Дружбы Народов (станция метро, Харьков)
«Дружбы Народов» (укр. «Дружби Народів») — проектируемая станция Харьковского метрополитена, будущая северная конечная Салтовской линии. Расположится в районе пересечения улиц Леся Сердюка и Дружбы народов(ныне - Соборности Украины)
Строительство станции планируется начать после открытия станций Алексеевской линии — Державинской и Одесской. В связи с тем, что оборот подвижного состава на станции Исторический музей ограничен наличием единственного оборотного тупика, полноценный ввод новых станций линии не возможен ранее сдачи в эксплуатацию новой конечной станции с проектным названием Площадь Урицкого. Соответственно, открытие станции произойдёт не ранее 2030 года. Первоначальный срок открытия станции был 1987 год, однако сроки открытия неоднократно переносились.